# 布赖顿自治市

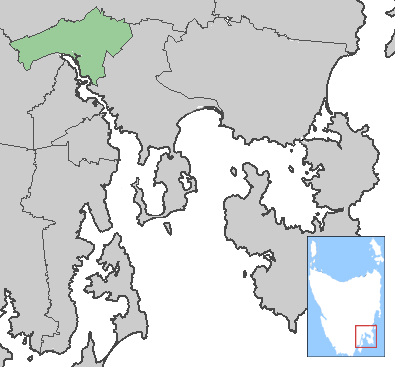

布赖顿自治市是澳大利亚塔斯马尼亚州的一个地方政府区。该区东邻克拉伦斯市。西邻德文特谷自治市。该区涵盖布赖顿镇，Pontville镇，茶树镇。该地区是澳大利亚出生率最高的地方之一。该地总面积168 km² (64.9 sq mi)，总人口13,819。